# Elsa Burckhardt-Blum
Elsa Blum, de casada Elsa Burckhardt-Blum (Zúrich, 27 de noviembre de 1900-Küsnacht, 7 de abril de 1974) fue una arquitecta y pintora suiza, de estilo racionalista. 

## Trayectoria
Estudió pintura con Wilhelm Hummel (1914-1916) e historia del arte en la Universidad de Zúrich (1921-1923). Entre 1926 y 1928 estudió arquitectura con su marido, Ernst Friedrich Burckhardt. Inició su carrera en 1930 en el estudio Steger & Egender y, en 1932, entró en el estudio de su marido. Hasta 1944 firmó todavía como Blum. Entre sus obras de esos años destacan: la casa-taller Schuh en Zollikon (1931-1932), la casa Burckhardt-Blum en Küsnacht (1937-1938) y tres pabellones de la Exposición Nacional Suiza de 1939 en Zúrich.
Entre 1949 y 1958 trabajó asociada a su marido, para colaborar posteriormente con Alois Müggler (1954-1960) y Louis Perriard desde 1960. De este período cabe reseñar: el taller Burckhardt-Blum en Küsnacht (1950-1951), el teatro, el restaurante y la Casa de los cantones de la exposición Saffa en Zúrich (1958), la casa C. Burckhardt en Troinex (1959-1961) y la casa Homberger en Zollikon (1963-1965).
En general, su obra destaca por el uso de líneas puras, volúmenes cúbicos, aperturas amplias, equilibrio entre superficies opacas y transparentes, materiales elegidos cuidadosamente y techos planos en voladizo. Desde los años 1960, descontenta con la implicación cada vez mayor de la arquitectura con la economía de mercado, fue abandonando paulatinamente su profesión y centrándose en la pintura y el dibujo.